# Масанов, Иван Филиппович
Ива́н Фили́ппович Маса́нов (18 [30] мая 1874, Новое, Владимирская губерния — 25 февраля 1945, Москва) — русский и советский историк, библиограф. Составитель «Словаря псевдонимов русских писателей, учёных и общественных деятелей» (собственные псевдонимы — Гвоздев, Иван; М-в, Ив.).
Отец библиографа и литературоведа Ю. И. Масанова (1911—1965).

## Биография
Родился 18 (30) мая 1874 года в селе Новое Владимирской губернии в семье крестьянина-каменщика Филиппа Владимировича Масанова (ум. 1910). По окончании сельской школы был отправлен на заработки в Москву, где работал разнорабочим: маляром, каменщиком, кровельщиком. С 1893 по 1919 год был упаковщиком, затем — конторщиком Торгового дома «А. Гензель и К°» (тюлевый, гардинный и другие мануфактурные товары; Мясницкая, 51), одновременно занимаясь самообразованием: выучил немецкий язык и эсперанто.
Первые литературные шаги он сделал ещё в 18 лет, начиная с 1892 года И. Ф. Масанов помещал во «Владимирских губернских ведомостях» сперва хроникёрские заметки, а затем ряд краеведческих материалов: «Поездка в Суздаль» (1902), «Памяти забытого писателя» (А. И. Сахарова) (1903),
Знакомство Ивана Филипповича с известным владимирским библиографом А. В. Смирновым определило дальнейшие интересы юноши. Смирнов в пору его знакомства с Масановым был уже автором многочисленных работ о русских писателях (среди них Ф. М. Достоевский, А. Н. Островский, собирал материалы для биографий Н. Г. Чернышевского и А. П. Чехова), он опубликовал в 1892 году в журнале «Библиографические записки» статью «К словарю псевдонимов русских писателей», работал над изданием «Уроженцы и деятели Владимирской губернии, получившие известность на различных поприщах общественной пользы» (в пяти томах, Владимир, 1896—1919 гг.), и «Портретная галерея уроженцев и деятелей Владимирской губернии» (три выпуска‚ Владимир, 1900—1904 гг).

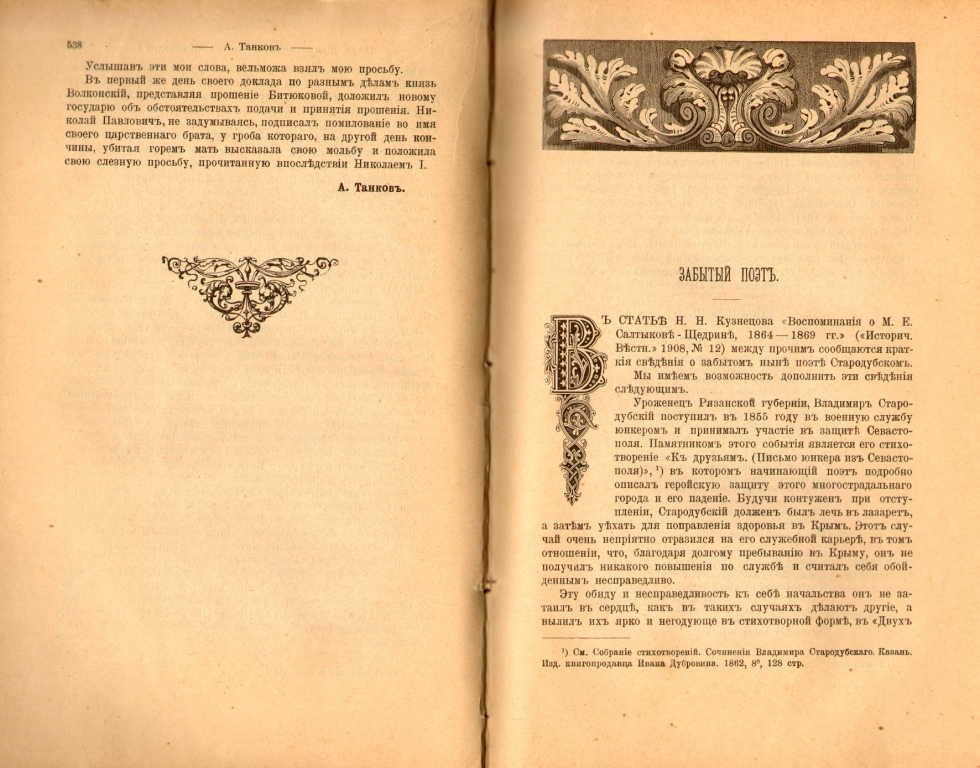
Статья о Владимире Стародубском, «Исторический вестник». — май 1909 г.

Смирнов подключил Масанова к работам в области краевой библиографии во Владимирской учёной архивной комиссии. Совместными усилиями они выпустили «Указатели содержания неофициальной части „Владимирских губернских ведомостей“ с 1838 по 1900 год включительно и „Владимирских епархиальных ведомостей“ с 1865 по 1900 год включительно», (Владимир, 1902). Их сотрудничество не исчерпывалось местной библиографией, позднее они выпустят указатель содержания «Русские сатиро-юмористические журналы» (Владимир, 1910—1913), где будут подробно описаны «Искра», «Гудок», «Заноза», «Оса», «Будильник», «Весельчак» и др. издания.
В 1905 году И. Ф. Масанов выпустил свою первую книгу «Библиография Владимирской губернии» под редакцией А. В. Смирнова. Это внушительное исследование встретило положительную оценку в критике (П. А. Дилакторский в «Историческом вестнике»). Дальнейшие работы Масанова носили общелитературный характер: «Библиография сочинений А. П. Чехова» (Москва, 1906), «Библиография сочинений А. И. Левитова» («Русский архив». — 1907, декабрь. — С. 465—470), предметная роспись содержания журнала «Русский архив», 1863—1908 (Москва, 1908), библиографический указатель газеты братьев К.С. и И.С. Аксаковых «Молва» (1857), изданный во Владимире в 1911 году. Он размещал свои статьи в «Русском архиве» и «Историческом вестнике».
Масанов наладил широкие связи с литературным миром — познакомился с М. П. Чеховой, О. Л. Книппер-Чеховой, В. А. Гиляровским, И. А. Белоусовым, А. С. Лазаревым-Грузинским, Н. Д. Телешовым, В. В. Вересаевым и другими. В 1929 году вышла известная «Чеховиана» Масанова — «систематический указатель литературы о Чехове и его творчестве». Работа, отличающаяся исчерпывающей полнотой и профессиональной точностью, встретила тёплый приём среди чеховедов. Таким образом, интересы Масанова распределились сразу в нескольких направлениях: краеведение и местная библиография, аналитическая история журналистики, история русской литературы — чеховедение.
В 1919—1924 годах Масанов работал кассиром, заведующим складом, конторщиком Государственной Семёновской ткацко-белильной фабрики на Благуше; затем до 1929 года занимался литературной деятельностью на дому; в 1929—1934 годах работал в Государственной книжной палате (с 1931 года — главный библиограф).
С 1912 года И. Ф. Масанов жил в небольшом деревянном доме на, несуществующей ныне, Гоголевской улице в Черкизове (№ 10), где и умер; его дочь Вера Ивановна Добронравова писала:

25 февраля 1945 года, сидя за чайным столом, папа вдруг побледнел и откинулся на спинку кресла <…> Моя дочь, его внучка Вера, медичка 3-го курса, вспрыснула ему кофеин, но он был неподвижен. И мы сложили на груди его неутомимые, теперь уже навсегда успокоившиеся руки. Похоронили его на кладбище у церкви Ильи Пророка, где он так любил навещать могилу Ивана Корейши, «студента хладных вод», юродивого, известного всей Москве.
В 1955 году рядом была похоронена его жена Александра Васильевна. Могилы их утеряны. 

## Словарь псевдонимов

«Словарь псевдонимов русских писателей, учёных и общественных деятелей», 1956 г.

Но самым главным делом жизни для И. Ф. Масанова стало составление колоссального «Словаря псевдонимов русских писателей, учёных и общественных деятелей». Идея такого словаря витала давно, подготовительные материалы к нему в числе многих других библиографов начал собирать и А. В. Смирнов, который передал их своему ученику — И. Ф. Масанову. Позднее Масанов выпустит свой «Словарь» с посвящением учителю: «Памяти Александра Васильевича Смирнова (1854—1918), первого указавшего мне пути к библиографии».
Непосредственно к собиранию псевдонимов Масанов подключился в 1900 году, и какое-то время они работали со Смирновым вместе. Первоначальная редакция «Словаря» была подготовлена ещё в 1904 году; его начал печатать М. Я. Параделов в типолитографии Г. И. Простакова, находившейся на Балчуге в доме Симонова монастыря. Но Масанов приостановил печатание, осознав его неполноту. Он решил раскрыть не только каждый псевдоним, но и сослаться на конкретные источники, по которым псевдоним был расшифрован. Работа, таким образом, значительно осложнилась и продолжалась до самого конца жизни библиографа — в течение сорока пяти лет.
В 1904 году Масанов также обратился к русским писателям с просьбой раскрыть свои псевдонимы для обнародования их в его «Словаре». Ответом стал материал № 308 газеты «Русь» за подписью Абадонна (псевдоним А. В. Амфитеатрова); в нём автор усмотрел в просьбе Масанова покушение на «литературную собственность», которое, по его мнению, «являлось одним из самых тяжёлых литературных преступлений» «бессознательный плод наивности или незнакомства с писательскими правилами и этикою», попытка «близкая к шантажу пополам с доносом». В результате, Масанов, огорчённый такой резкостью, на время отказался от своего замысла. Но не все писатели встретили идею «Словаря псевдонимов» столь ожесточённо. Многие из них выполнили его просьбу. Кроме того, историки и литературоведы, в чьём распоряжении имелись сведения о раскрытых псевдонимах, сообщали ему свои данные. Постепенно работа по составлению «Словаря» приняла рамки общенационального масштаба. Масанову приходилось терпеливо разъяснять необходимость его работы для науки с целью более всестороннего и глубокого изучения литературы и истории, включения в круг исследований литературоведов и историков литературы корпуса текстов, ранее игнорировавшихся исследователями, или, наоборот, исключить из научного обращения тексты, ошибочно атрибутированные ранее.
К работе над словарём Масанов вернулся после 1917 года, когда возможные упрёки в «доносе» казалось бы отпадали сами собой. Каждый раскрытый им псевдоним, его использование в различных изданиях и источник, откуда была получена информация, Масанов заносил на отдельную карточку. Впервые вопрос об издании словаря ставился группой учёных в Наркомате просвещения в 1929 году; к этому времени у Масанова было уже около сорока тысяч таких карточек. Однако в то время решение об издании принято не было. В 1929 году разрешения напечатать словарь стал добиваться библиограф Ферапонт Иванович Витязев (1886—1938), который однако в декабре 1931 года был репрессирован и выслан в Нижний Новгород; дело вскоре совсем остановилось. В феврале 1934 года в только что организованном журнале «Советская библиография» была напечатана статья «К истории русского литературного псевдонима», подписанная отцом и сыном Масановыми. В следующем году, наконец-то, было принято решение напечатать словарь и в 1936 году он начал выходить в издательстве «Academia» под редакцией А. А. Боровского и Н. П. Киселева.
Из трёх предполагаемых томов вышел только первый том (литеры А — М), и, несмотря на то, что издание вышло незначительным тиражом 300 экземпляров (первоначально планировалось 3300), которые было разрешено распространять только по научным библиотекам, оно тут же было остановлено, поскольку в первый том попали псевдонимы таких «врагов народа», как Л. Б. Каменев (Розенфельд) (до 1935 года — директор издательства «Academia»), Г. Е. Зиновьев и прочих «оппортунистов», а также литераторов-эмигрантов. Научная дотошность Масанова чуть было не сыграла с ним злую шутку.
Издательство «Academia» вскоре прекратило своё существование. Какая-то часть тиража могла быть вовсе уничтожена, часть передана в спецхраны. 

«Центрархиву. Не подлежит оглашению. Посылаем вам книгу И. Ф. Масанова „Словарь псевдонимов русских писателей и ученых“, том 1-й. Хранить необходимо в спецхранении или же на правах изданий, не подлежащих оглашению. И. о. начальника Оперативного сектора Главлита СССР (Давыдов)»— Отношение Главлита в Центрархив. — М., 1936. Возвр.: ВП-1974.
Через пять лет в журнале «Советская библиография», (1940. — № 1) вышла статья И. Ф. Масанова, написанная совместно с сыном, — «Библиографирование псевдонимов, анонимов, мистификаций и плагиатов». А накануне Великой Отечественной войны вновь начал выходить «Словарь псевдонимов» — в трёх томах. К этому времени у Масанова набралось уже 60 тысяч карточек с псевдонимами. Издание начало выходить во Всесоюзной книжной палате под редакцией М. А. Годкевича и Б. П. Козьмина в урезанном виде — предполагалось опубликовать только седьмую-восьмую часть из всего собранного материала. На этот раз учёному помешала война — летом 1941 года успел выйти только первый том (литеры А — Л).
К сожалению, в годы войны архив Масанова во Всесоюзной книжной палате не сохранился. В 1949 году, наконец, вышел сдвоенный второй и заключительный третий том многострадального «Словаря»; организационную и научную работу по его изданию взял на себя сын Ивана Филипповича — Юрий Иванович Масанов — библиограф, литературовед и научный руководитель Всесоюзной книжной палаты. В конце концов, ему удалось завершить начинание отца, и в период 1956—1960 годов вышли четыре больших тома «Словаря псевдонимов русских писателей, учёных и общественных деятелей»; автором издания был указан И. Ф. Масанов, хотя словарь был дополнен и подготовлен к печати сыном. Он включал уже около 80 тысяч псевдонимов. В заключительном четвёртом томе словаря появилось объявление ко всем заинтересованным лицам присылать замечания и дополнения к словарю на адрес «Всесоюзной книжной палаты» Ю. И. Масанову, поскольку он предполагал продолжать и в дальнейшем работу по раскрытию псевдонимов.
Несмотря на значительную научную ценность это издание всё-таки не избежало некоторых пробелов, часть из которых была вызвана причинами цензурного характера. Скорее всего, именно этими же причинами авторы справочника «Русская художественная литература: Указатель библиографических пособий», вышедшего в 1976 году в издательстве «Книга», упоминая четырёхтомное издание словаря И. Ф. Масанова пятидесятых годов, не вспоминают о его предшествующих изданиях.
Издания, подобного «Словарю псевдонимов» доселе в отечественной (как, впрочем, и в мировой) библиографии, не существовало. И. Ф. Масанов был первым из библиографов, кто решился на выполнение столь грандиозной задачи, потребность реализовать которую ощущали многие исследователи до Масанова, поскольку литературный псевдоним получил широкое хождение ещё с XVIII века.
Мотивов, вынуждавших авторов пользоваться псевдонимами, было очень много. Масанов проанализировал их в предисловии к своему капитальному труду. Это и политическая, служебная конъюнктура, благозвучие фамилии, фамилия, выражающая личностную установку, желание скрыть настоящее происхождение, литературная игра, юмористическая «буффонада». Многие другие личные и социальные причины вызвали и вызывают их повсеместное применение в России во всех отраслях знаний и творчества.
«Словарь» Масанова явился своеобразным универсальным справочником по литературному псевдониму и не только. По полноте сведений об отдельных персоналиях он приближается к энциклопедическому словарю и в некоторых случаях может заменять его: ведь помимо самих псевдонимов Масанов приводит подлинное имя фамилию и отчество известных ему авторов, род его занятий, даты их жизни, место рождения и место смерти, место его публикации, год, номер издания, в отдельных случаях даже название произведений, для женщин по возможности указана фамилия до замужества. Даны ссылки на источники информации. В «Словарь» были включены и иностранные авторы, публиковавшиеся в России под псевдонимами.
А поскольку псевдонимами пользовались подавляющее большинство вообще всех российских авторов, то ясно, что в «Словаре» можно найти информацию о таких персоналиях, которые не представлены ни в одном другом энциклопедическом словаре или литературном справочнике. Он не потерял своей ценности до настоящего времени, хотя давно нуждается в обновлении и дополнении его перечнем авторов анонимных статей.
В настоящее время «Словарь псевдонимов» отчасти воспроизведён в электронном виде на портале «Фундаментальная электронная библиотека», но электронный вариант полностью не повторяет текст словаря Масанова, поскольку: 

Данные Масанова были проверены, исправлены и дополнены сотрудниками Отдела библиографии и источниковедения Института русской литературы (Пушкинского Дома) РАН и Российской национальной библиотеки на основе картотеки РНБ и ряда других источников. Эта работа продолжается — по мере её продвижения будет корректироваться и дополняться настоящее ЭНИ.— ЭНИ «Словарь псевдонимов»

## Библиография

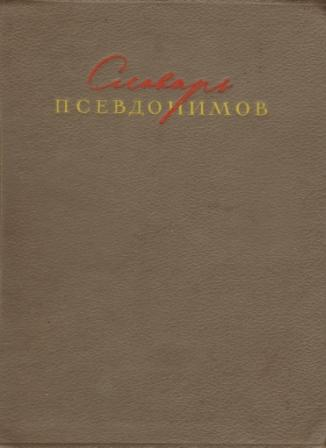
«Словарь псевдонимов», в трёх томах. Том 1. 1941 г.

## Масанов и общественные организации

В словаре И. Ф. Масанова есть псевдонимы самого Ивана Масанова

И. Ф. Масанов состоял членом Русского библиографического общества при Московском университете, Общества А. П. Чехова, Общества содействия Государственному литературному музею, членом Учёного Совета Всесоюзной книжной палаты. В то же время он тесно соприкасался с такими научными учреждениями, как библиотека им. В. И. Ленина и М. Е. Салтыкова-Щедрина, Пушкинский дом, Академия наук, Музей А. П. Чехова, Институт мировой литературы им. А. М. Горького, с литературоведческими изданиями: «Книжные новости», «Библиографические известия», «Литературное наследство» и др..